# 大維尤 (亞利桑那州)
大維尤（英語：Grand View）是位於美國亞利桑那州亞瓦派縣的一個非建制地區。該地的面積和人口皆未知。

## 地理
大維尤的座標為34°25′11″N 112°49′24″W / 34.41972°N 112.82333°W，而該地的平均海拔高度為1291米（即4236英尺）。